# Papa Urbano VIII
Urbano VIII (em latim: Urbanus VIII), nascido Maffeo Vincenzo Barberini; (Florença, 5 de abril de 1568 – Roma, 29 de julho de 1644) foi o Papa da Igreja Católica e Soberano dos Estados Papais de 6 de agosto de 1623 até a data de sua morte. Ele expandiu o território papal por força de armas e jogos políticos vantajosos, tendo também sido um patrono proeminente das artes e um reformador das missões da Igreja.

## Biografia

### Início da vida

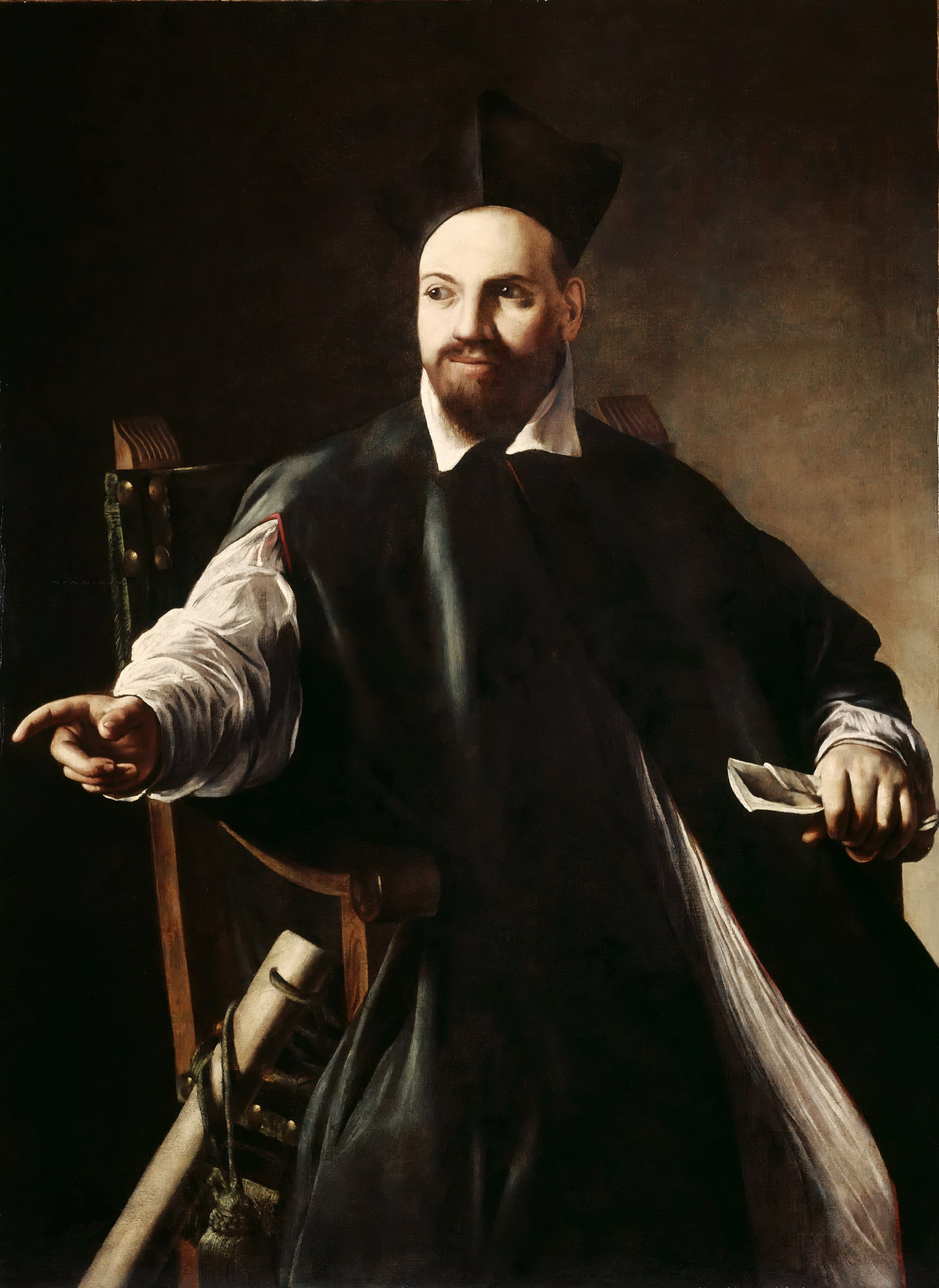
c. 1598 pintura de Maffeo Barberini aos 30 anos de idade por Caravaggio

Ele nasceu Maffeo Barberini em abril de 1568 de Antonio Barberini, um nobre florentino, e Camilla Barbadoro. Seu pai morreu quando ele tinha apenas três anos de idade e sua mãe o levou para Roma, onde ele foi encarregado de seu tio, Francesco Barberini, um protonotário apostólico. Aos 16 anos, ele se tornou herdeiro de seu tio. Ele foi educado pela Companhia de Jesus ("jesuítas") e recebeu um doutorado em direito pela Universidade de Pisa em 1589.
Em 1601, Barberini, através da influência de seu tio, conseguiu garantir a nomeação do Papa Clemente VIII como legado papal na corte do rei Henrique IV de França. Em 1604, o mesmo papa o nomeou arcebispo de Nazaré, um escritório associado ao de bispo das dioceses suprimidas de Canne e Monteverde, com sua residência em Barletta. Com a morte de seu tio, ele herdou suas riquezas, com as quais comprou um palácio em Roma, que transformou em uma luxuosa residência renascentista.
Mais tarde, o Papa Paulo V também empregou Barberini em uma capacidade semelhante, depois elevando-o, em 1606, à ordem do cardeal-sacerdote, com a igreja titular de São Pedro em Montorio, e nomeando-o como legado papal de Bolonha.

## Papado

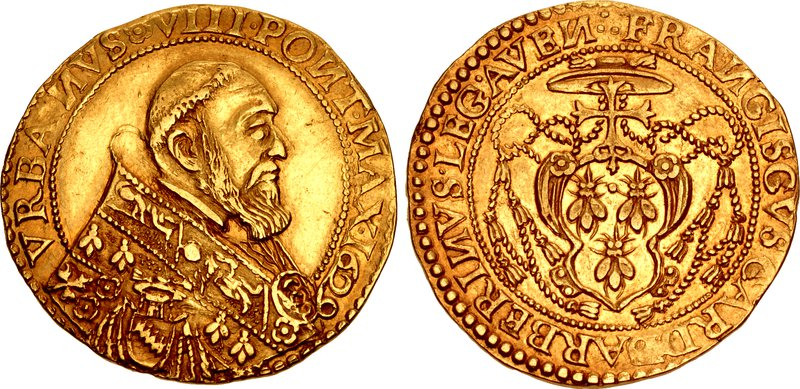
Quadrupla de ouro do Papa Urbano VIII, atingido na casa da moeda de Avignon, datado de 1629

### Eleição papal
Barberini era considerado alguém que poderia ser eleito papa, embora houvesse pessoas como o cardeal Ottavio Bandini que trabalhavam para evitá-lo. Apesar disso, entre os dias 29 e 30 de julho, os cardeais iniciaram uma intensa série de negociações para testar os números sobre quem poderia emergir do conclave como papa, com o cardeal Ludovico Ludovisi descartando as chances de Barberini enquanto Barberini permanecesse um aliado próximo do cardeal Scipione Caffarelli-Borghese, cuja facção Barberini apoiava. Ludovisi conversou com os cardeais Farnese, Medici e Aldobrandini em 30 de julho sobre como assistir à eleição de Barberini. Os três apoiaram sua candidatura e garantiram o apoio de outros, o que levou à eleição de Barberini pouco mais de uma semana depois. Em 6 de agosto de 1623, no conclave papal após a morte do papa Gregório XV, Barberini foi escolhido como sucessor de Gregório XV e recebeu o nome Urbano VIII.
Após a eleição do papa Urbano VIII, Zenão, o enviado veneziano, escreveu a seguinte descrição dele:
O novo pontífice tem 56 anos. Sua Santidade é alta, escura, com feições regulares e cabelos pretos ficando grisalhos. Ele é excepcionalmente elegante e refinado em todos os detalhes de seu vestido; tem um porte gracioso e aristocrático e um gosto requintado. Ele é um excelente orador e debatedor, escreve versos e apadrinha poetas e homens de letras.

### Atividades

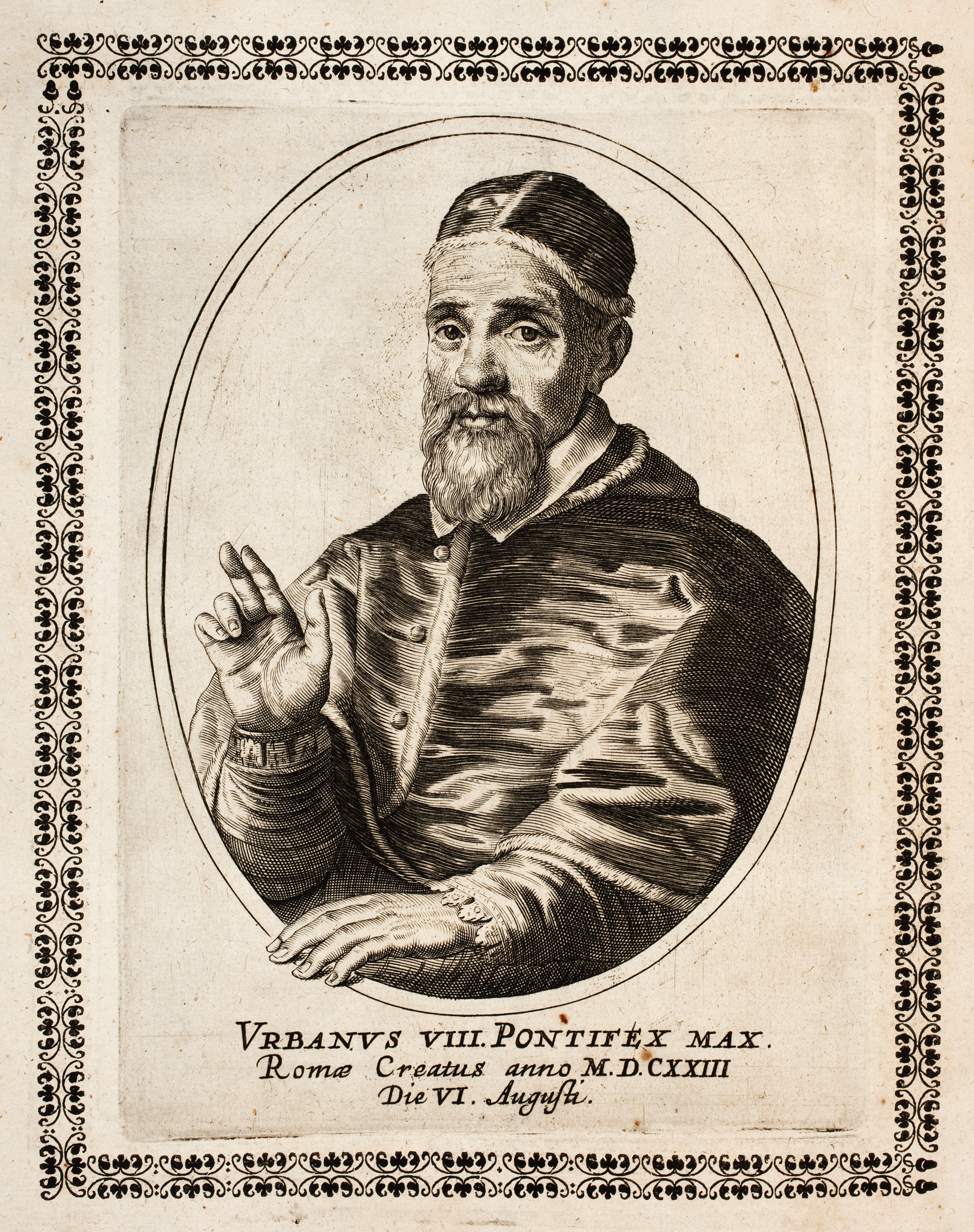
Gravura do Papa Urbano VIII

O papado de Urbano VIII cobriu 21 anos da Guerra dos Trinta Anos (1618-1648) e foi um evento marcante, mesmo para os padrões da época. Ele canonizou Isabel de Portugal, André Corsini e Conrado de Placência, e emitiu as bulas papais de canonização para Inácio de Loyola (fundador da Companhia de Jesus, " jesuítas ") e Francisco Xavier (também jesuíta), que foram canonizados por seu antecessor, o Papa Gregório XV.
Apesar de uma amizade e encorajamento precoces por seus ensinamentos, Urbano VIII foi responsável por convocar o cientista e astrônomo Galileu a Roma em 1633 para retratar seu trabalho. Urbano VIII se opôs ao heliocentrismo copernicano e ordenou o segundo julgamento de Galileu após a publicação do Diálogo sobre os dois principais sistemas mundiais, no qual o ponto de vista de Urbano é discutido pelo personagem "Simplicio".
Urbano VIII praticou nepotismo em grande escala; vários membros de sua família foram enormemente enriquecidos por ele, de modo que pareceu aos contemporâneos como se ele estivesse estabelecendo uma dinastia Barberini Ele elevou seu irmão Antonio Marcello Barberini (Antonio, o Velho) e depois seus sobrinhos Francesco Barberini e Antonio Barberini (Antonio, o Jovem) ao cardeal. Ele também concedeu a seu irmão, Taddeo Barberini, os títulos Príncipe de Palestrina, Gonfalonier da Igreja, Prefeito de Roma e Comandante de Sant'Angelo. O historiador Leopold von Ranke estimou que, durante seu reinado, a família imediata de Urbano VIII acumulou 105 milhões de scudi em riqueza pessoal.
Urbano VIII era um habilidoso escritor de versos latinos, e uma coleção de paráfrases das Escrituras, bem como hinos originais de sua composição, foram frequentemente reimpressos.
A bula papal de 1639, Commissum Nobis, protegeu a existência de missões jesuítas na América do Sul, proibindo a escravização de nativos que estavam nas reduções jesuítas. Ao mesmo tempo, o Urbano VIII revogou o monopólio jesuíta do trabalho missionário na China e no Japão, abrindo esses países a missionários de outras ordens e sociedades missionárias.
Urbano VIII emitiu uma bula papal de 1624 que tornava o uso do tabaco em lugares sagrados punível por excomunhão; O Papa Bento XIII revogou a proibição cem anos depois.

### Canonizações e beatificações
Urbano VIII canonizou cinco santos durante seu pontificado: Estevão Harding, Isabel de Portugal e Conrado de Placência (1625), Pedro Nolasco (1628) e André Corsini (1629). O papa também beatificou 68 indivíduos, incluindo os Mártires de Nagasaki (1627).

### Consistórios

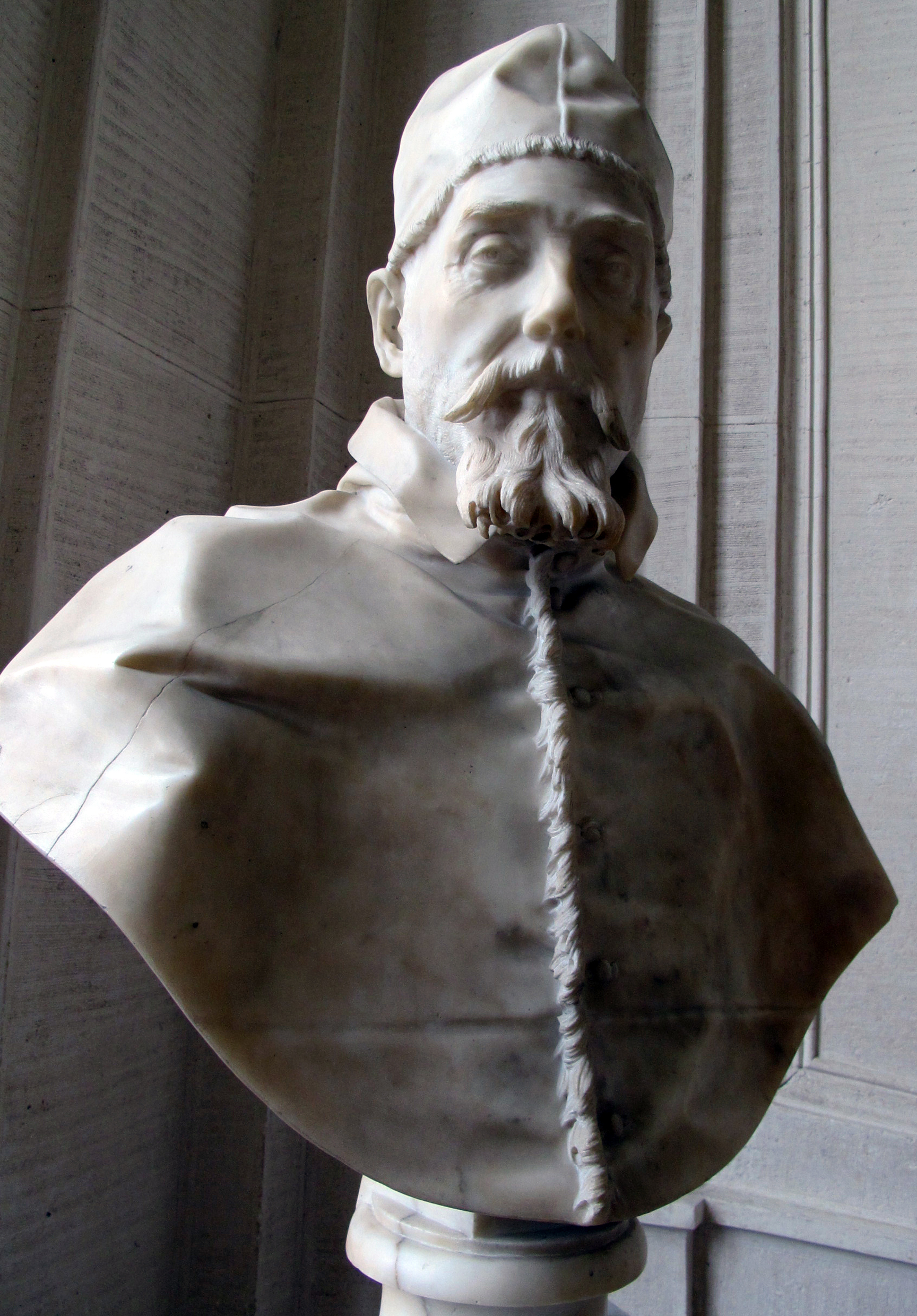
Busto de Urbano VIII, Gianlorenzo Bernini, 1637–8

O papa criou 74 cardeais em oito consistórios ao longo de seu pontificado, incluindo seus sobrinhos Francesco e Antonio, primo Lorenzo Magalotti e o irmão do papa Antonio Marcello. Ele também criou Giovanni Battista Pamphili como cardeal, com Pamphili se tornando seu sucessor imediato, o Papa Inocêncio X. O papa também criou oito desses cardeais que ele havia reservado em pectore.

### Política
O envolvimento militar de Urbano VIII visava menos a restauração do catolicismo na Europa do que ajustar a balança de poder para favorecer sua própria independência na Itália. Em 1626, o ducado de Urbino foi incorporado aos domínios papais e, em 1627, quando a linha masculina direta dos Gonzagas em Mântua foi extinta, ele favoreceu controversamente a sucessão do duque protestante Carlos de Nevers contra as reivindicações dos católicos. Habsburgo. Ele também lançou as Guerras de Castro em 1641 contra Eduardo I Farnésio, Duque de Parma e Piacenza, a quem ele excomungou. Castro foi destruído e seu ducado incorporado nos Estados papais.
Urbano VIII foi o último papa a estender o território papal. Ele fortificou Castelo franco Emilia na fronteira de Mantuan e encomendou Vincenzo Maculani para fortificar o Castelo Sant'Angelo em Roma. Urbano VIII também estabeleceu um arsenal no Vaticano, uma fábrica de armas em Tivoli e fortificou o porto de Civitavecchia.
Com o objetivo de fabricar canhões e baldacchino em St Peters, enormes vigas de bronze foram saqueadas do pórtico do Panteão, levando ao conhecido lampoon: quod non fecerunt barbari, fecerunt Barberini, "o que os bárbaros não fizeram, os Barberini fizeram".
Patrono das artes Urbano VIII e sua família apadrinharam a arte em grande escala. Ele gastou vastas somas trazendo polímatas como Athanasius Kircher para Roma e financiando várias obras substanciais do escultor e arquiteto Bernini, de quem ele já havia encomendado Boy com um dragão por volta de 1617 e que foi particularmente favorecido durante o reinado de Urbano VIII. Além de vários bustos retratados de Urbano, Urbano encomendou Bernini para trabalhar no palácio da família em Roma, no Palazzo Barberini, no Colégio de Propaganda Fide, na Fontana del Tritone na Piazza Barberini, no baldacchino e cathedra na Basílica de São Pedro e outras estruturas importantes da cidade. Inúmeros membros da família de Barberini também tiveram sua semelhança apanhada em pedra por Bernini, como seus irmãos Carlo e Antonio. Urbano também reconstruiu a Igreja de Santa Bibiana e a Igreja de San Sebastiano al Palatino, no Monte Palatino.
Os Barberini patrocinavam pintores como Nicolas Poussin e Claude Lorrain. Uma das obras mais elogiosas em sua celebração de seu reinado é a enorme Alegoria da Divina Providência e Poder Barberini pintada por Pietro da Cortona no teto do grande salão do Palazzo Barberini.

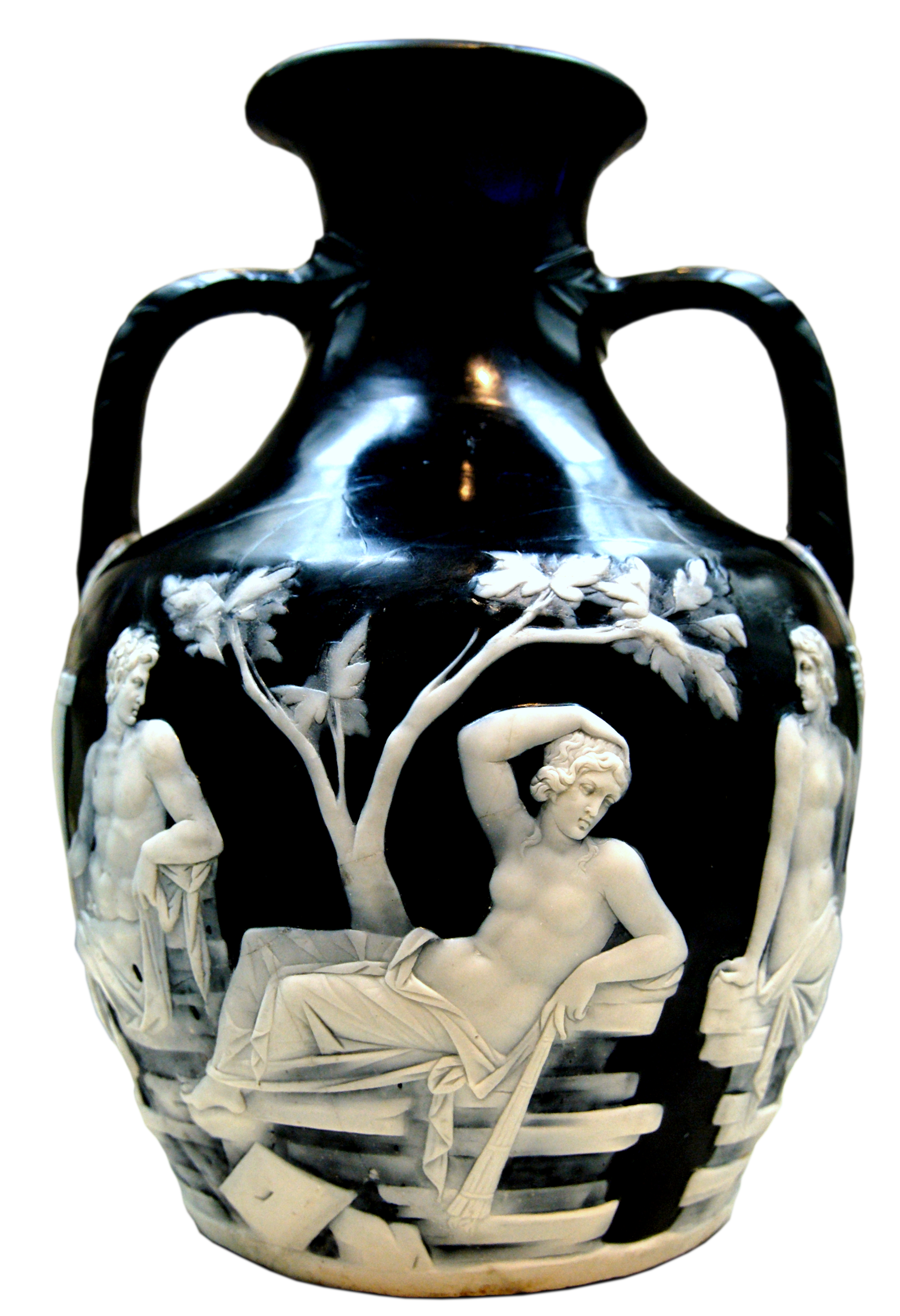
O Barberini Vase, agora renomeado The Portland Vase

Outra aquisição desse tipo, em uma vasta coleção, foi a compra do 'vaso Barberini'. Isto foi alegadamente encontrado no mausoléu do imperador romano Severo Alexandre e sua família em Monte Del Grano. A descoberta do vaso é descrita por Pietro Santi Bartoli e referenciada na página 28 de um livro no The Portland Vase. Pietro Bartoli indica que o vaso continha as cinzas do imperador romano. No entanto, isso, juntamente com as interpretações das cenas retratadas, são a fonte de inúmeras teorias e de "fatos" disputados. O vaso permaneceu na coleção da família Barberini por cerca de 150 anos antes de passar pelas mãos de Sir William Hamilton Embaixador na Corte Real de Nápoles. Mais tarde foi vendido ao duque e à duquesa de Portland e, posteriormente, ficou conhecido como o vaso de Portland. Após danos catastróficos, este vaso de vidro (1-25 a.C.) foi reconstruído três vezes e reside no Museu Britânico. O próprio vaso de Portland foi emprestado e quase copiado por Josiah Wedgewood, que parece ter acrescentado uma cortina de modéstia. O vaso formava a base do Jasperware.

### Mais tarde na vida

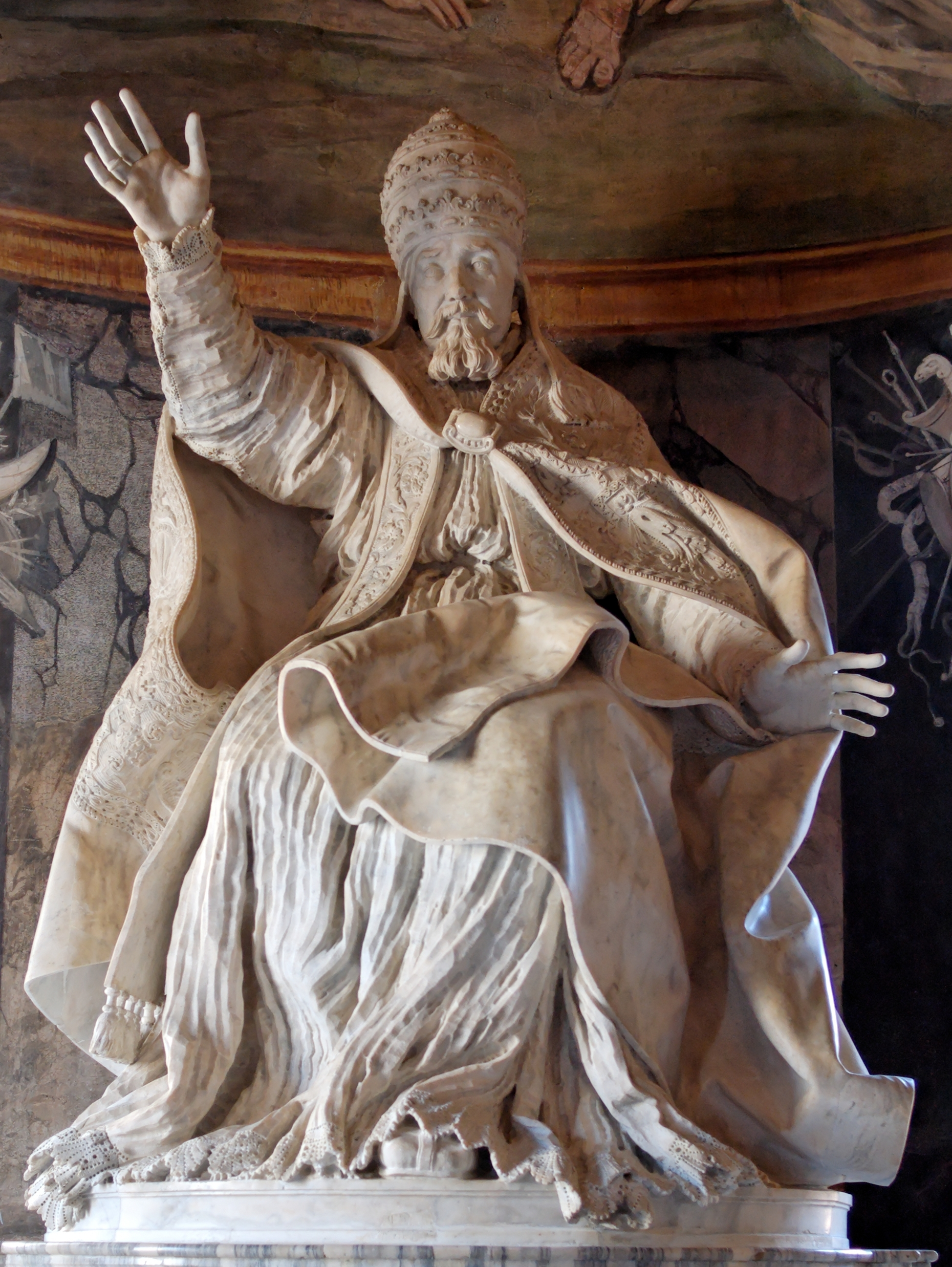
Estátua do Papa Urbano VIII, esculpida por Gian Lorenzo Bernini e seus alunos entre 1635 e 1640, e atualmente em exibição no Palazzo dei Conservatori, em Roma

Uma conseqüência desses esforços militares e artísticos foi um aumento maciço da dívida papal. Urbano VIII herdou uma dívida de 16 milhões de escudos e, em 1635, aumentou para 28 milhões.
Segundo o contemporâneo John Bargrave, em 1636 membros da facção espanhola do Colégio dos Cardeais ficaram tão horrorizados com a conduta do papa Urbano VIII que conspiraram para prendê-lo e preso (ou morto) para substituí-lo por um novo papa; ou seja, Laudivio Zacchia. Quando Urbano VIII viajou para Castel Gandolfo para descansar, os membros da facção espanhola se reuniram em segredo e discutiram maneiras de avançar em seu plano. Mas eles foram descobertos e o papa correu de volta a Roma, onde ele imediatamente realizou um consistório e exigiu saber quem era o novo papa. Para pôr um fim à conspiração, o papa decretou que todos os cardeais-bispos deveriam deixar Roma e retornar às suas próprias igrejas.
Com o fracasso do plano espanhol, em 1640 a dívida havia atingido 35 milhões de escudos, consumindo mais de 80% da renda papal anual em pagamentos de juros.

### Morte e legado
Diz-se que a morte de Urbano VIII em 29 de julho de 1644 foi apressada por desgosto com o resultado das Guerras de Castro. Por causa dos custos incorridos pela cidade de Roma para financiar esta guerra, Urbano VIII tornou-se imensamente impopular com seus súditos.
Em sua morte, o busto de Urbano VIII, que ficava ao lado do Palácio dos Conservadores no Monte Capitolino, foi rapidamente destruído por uma multidão enfurecida, e apenas um padre de pensamento rápido salvou a escultura do falecido papa pertencente aos jesuítas de um semelhante destino.
Após sua morte, maquinações internacionais e domésticas fizeram com que o conclave papal não elegesse o cardeal Giulio Cesare Sacchetti, que estava intimamente associado a alguns membros da família Barberini. Em vez disso, elegeu o cardeal Giovanni Battista Pamphili, que adotou o nome de Inocêncio X, como seu sucessor no conclave de 1644.

## Revelação particular
Busto por Giovanni Gonnelli. Na bula papal Sanctissimus Dominus Noster, de 13 de março de 1625, Urbano instruiu os católicos a não venerar os mortos ou representá-los à maneira de santos sem sanção da Igreja. Exigia a aprovação de um bispo para a publicação de revelações particulares. Desde o século XIX, tornou-se comum que os livros de devoção popular apresentassem um aviso. Um deles lia em parte: "Em obediência aos decretos de Oitavo Urbano, declaro que não tenho nenhuma intenção de atribuir outra autoridade que não seja puramente humana aos milagres, revelações, favores e casos particulares registrados neste livro…".